# KVB Beveren
KVB Beveren is een volleybalclub uit Beveren die speelt in de eerste provinciale Oost-Vlaanderen Volleybal (België). Er is ook een ploeg in tweede provinciale en enkele jeugdploegen.

## Laatste seizoenen
| Seizoen   | Reeks          | Plaats |
| --------- | -------------- | ------ |
| 2004-2005 | 1e Provinciale | 8e     |
| 2005-2006 | 1e Provinciale | 9e     |
| 2006-2007 | 1e Provinciale | 4e     |
| 2007-2008 | 1e Provinciale | 5e     |